# Permanent Vacation 3x5
Permanent Vacation 3x5 je VHS video snimak američke hard rock skupine Aerosmith s njihovog albuma Permanent Vacation koji izlazi 1988.g., a objavljuje ga izdavačka kuća "Geffen Records". Materijal na videu obuhvaća radnje koje su se događale iz scene.

## Popis pjesama
1. "Dude (Looks Like a Lady)"
2. "Angel"
3. "Rag Doll"

## Osoblje
- Tom Hamilton
- Joey Kramer
- Joe Perry
- Steven Tyler
- Brad Whitford